# 神谷站
- 關於其他神谷駅，請見「神谷」。
- 關於曾經名為神谷站的愛知縣名古屋鐵道車站，請見「松木島站」。
- 關於1930年前名為神谷站的南海電鐵車站，請見「紀伊神谷站」。

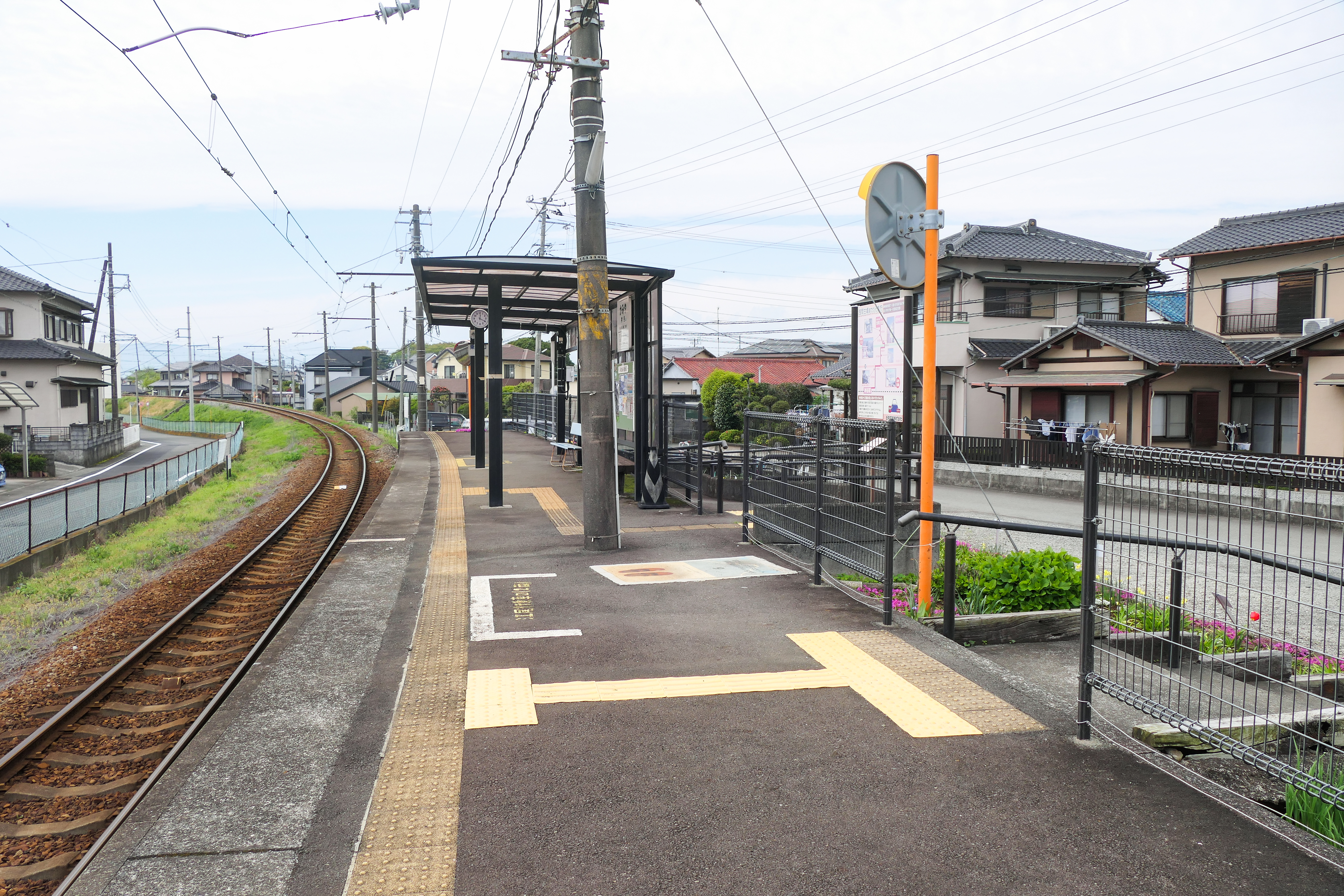
月台（2023年4月）

神谷站（日语：／ Kamiya eki */?）是位於靜岡縣富士市神谷379番2號，屬於岳南電車的岳南線車站。車站編號為GD09。

## 歷史
- 1953年（昭和28年）1月20日 - 岳南鐵道（日语：岳南鉄道）車站啟用。
- 2013年（平成25年）4月1日 - 隨著經營業務轉移，成為岳南電車車站[1]。

## 車站構造
此站是地面車站，設有1面1線的單式月台。此站是沒有設置站房的無人車站。2002年本站進行翻新工程，月台與車站出入口之間設有沒有梯級的通道，並提供無障礙的環境。

## 使用狀況
根據「靜岡縣統計年鑑」，以下為1日平均上下車人次列表。
| 年度     | 一日平均 上下車人次 | 乘車人次 | 下車人次 |
| -------- | ------------------- | -------- | -------- |
| 2001年度 | 138人               | 62人     | 76人     |
| 2002年度 | 126人               | 55人     | 71人     |
| 2003年度 | 118人               | 54人     | 64人     |
| 2004年度 | 114人               | 53人     | 61人     |
| 2007年度 | 134人               | 61人     | 73人     |

## 車站周邊
神谷站西邊設有須津川。
- 須津公民館
- 須津幼稚園
- 富士市立須津小學
- 富士市立須津中學（日语：富士市立須津中学校）
- 須津簡易郵局

## 相鄰車站
岳南電車
■岳南線
須津（GD08）－神谷（GD09）－岳南江尾（GD10）

## 注腳
1. ↑  . 日本經濟新聞. 2013-01-25  [2013-01-27]. （原始内容存档于2021-02-14） （日语）.

## 外部連結
- GD9 神谷站 （页面存档备份，存于）（日語） - 岳南電車株式會社